# Kašnice (Bohušov)
Kašnice (německy Kaschnitzberg) je bývalá malá obec a téměř zaniklá vesnice v rovinaté krajině na východě moravského Osoblažska u státní hranice s Polskem. Její katastrální území, nesoucí v současnosti název Kašnice u Bohušova, má rozlohu 145,9758 hektarů a je součástí obce Bohušov jako jedna ze dvou základních sídelních jednotek její části Bohušova. K roku 2019 zde existují pouze dva domy a o Kašnici lze v současnosti hovořit jako o neevidované místní části obce Bohušov. Prochází tudy silnice spojující Bohušov a Matějovice.

## Historický přehled
Kašnice vznikla roku 1785 na místě zaniklé osady a byla nazvána na počest svého zakladatele administrátora Antona, svobodného pána von Kaschnitz-Weinberg. Farou příslušely Kašnice pod obec Bohušov. Podle sčítání k 1. prosinci 1930 zde bylo 35 domů se 115 obyvateli čistě německé národnosti, kteří byli po druhé světové válce nuceně vysídleni. V obci bývala kaple sv. Floriána, roku 1972 zbořena, jelikož byla dle mínění tehdejších památkářů nedůležitá. Obec byla úředně zrušena k 1. lednu 1971 a dále chátrala. Podle sčítání z roku 2001 zde žili 3 obyvatelé.